# Ekaterini Koffa
Ekaterini Koffa (Grecia, 10 de abril de 1969) es una atleta griega retirada especializada en la prueba de 200 m, en la que consiguió ser campeona mundial en pista cubierta en 1997.

## Carrera deportiva
En el Campeonato Mundial de Atletismo en Pista Cubierta de 1997 ganó la medalla de oro en los 200 metros, llegando a meta en un tiempo de 22.76 segundos que fue récord nacional griego, por delante de la jamaicana Juliet Cuthbert y la rusa Svetlana Goncharenko (bronce con 22.85 segundos).